# Чорномадяри
Чорні угорці (лат. Ungri Nigri) або чорномадяри — група угорців у другій половині ІХ ст.
Чорні угорці згадуються лише в кількох тогочасних джерелах (іноді на противагу білим угорцям); жодне з джерел не розкриває точну природу стосунків між чорномадярами та «основним» угорським населенням, а також походження та значення їхньої назви не зрозумілі.
Відомо, що вони брали участь у якомусь військовому поході на Київ; після завоювання вони чинили опір християнській місії навіть після коронації угорського короля Стефана I у 1000 чи 1001 роках. У 1003 році Бруно Кверфуртський намагався навернути чорних угорців; тоді Аццо, папський легат, керував місіонерською роботою серед них, але вони наполягали на своїй вірі; тому деякі з них були осліплені.
Близько 1008 р. король Стефан I здійснив проти них похід і завоював їхні території («Чорну Угорщину»).